# José Alberto Azeredo Lopes
José Alberto de Azeredo Ferreira Lopes (Porto, 20 de junho de 1961) é um professor universitário português, notório por ter desempenhado o cargo de Ministro da Defesa Nacional de Portugal, entre 2015 e 2018.
O seu mandato como Ministro da Defesa ficou marcado pelo Caso dos Paióis de Tancos, tendo sido constituído arguido no mesmo, o que provocou a sua demissão. Posteriormente, foi absolvido de todas as acusações.

## Biografia
É licenciado, mestre e doutorado em Direito pela Faculdade de Direito da Universidade Católica Portuguesa, onde é professor universitário.
Foi Director da Escola do Porto da Faculdade de Direito da Universidade Católica Portuguesa (2005-2006) e Presidente da Entidade Reguladora para a Comunicação Social (2006-2011).
Entre 2013 e 2015 foi Chefe de Gabinete do Presidente da Câmara Municipal do Porto, Rui Moreira.
Apresentou a demissão do cargo de Ministro da Defesa, em consequência do Caso dos Paióis de Tancos. Foi posteriormente constituído arguido no mesmo caso.
Foi absolvido de todos os quatro crimes de que estava acusado: denegação de justiça, prevaricação, abuso de poder e favorecimento pessoal.